# 이탈리아령 키레나이카
이탈리아령 키레나이카(이탈리아어: Cirenaica Italiana)는 1927년부터 1934년까지 키레나이카에 존재했던 이탈리아의 식민지 국가이다. 1934년에는 이탈리아령 리비아의 일부가 되었다.

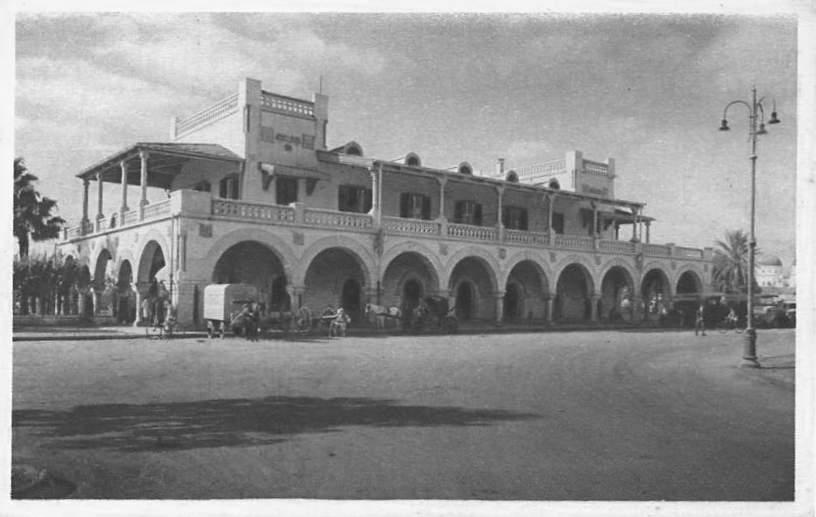
1930년 때 벵가지 기차역

### 제2차 세계 대전
1939년 제2차 세계 대전이 터지자 이탈리아는 재빠르게 다른 나라의 식민지를 침략하기 시작하였다. 1940년에는 이집트를 다시 침략하여 서부를 완전히 빼았고 튀니지까지 침공하여 점령하고 말았다. 1941년에는 절정에 달해 알제리 서부, 니제르 북부, 차드 북부까지 점령해 버려 땅은 급격하게 늘어나고 동쪽에 이탈리아령 동아프리카까지 만들면서 아프리카에서 가장 강력한 세력을 지닌 나라 중 하나가 되었다.

### 몰락
그러나 말기로 접어들면서 이탈리아는 점점 세력이 없어졌다. 1943년에는 이탈리아를 얕본 자유 프랑스군이 페잔을 침략하여 망명 정부를 세우게 되었다. 결국 이탈리아는 그해 연합군에 항복하고 말았다. 이렇게 해서 이탈리아의 식민지 정부가 모두 붕괴되고 말았다.

## 필요성
이탈리아령 키레나이카는 이집트, 그리스랑 가까워서 2차 세계 대전 때 이탈리아는 키레나이카를 이용하여 이집트를 침략하였고 그리스로도 건너와 그리스-이탈리아 전쟁을 일으키기도 했다.

### 그 후
2차 세계 대전이 끝나자 리비아는 승전국인 영국, 프랑스에 지배를 받았다. 1951년에 리비아 연합 왕국으로 독립하여 키레나이카도 리비아의 하나가 되었다.

## 같이 보기
- 이탈리아령 리비아